# NGC 520
NGC 520 je galaksija u zviježđu Ribe.

## Vanjske poveznice
- SEDS: NGC 0520